# Claude McKay
Festus Claudius "Claude" McKay (Clarendon, 15 de setembro de 1889 — Chicago, 22 de maio de 1948) foi um escritor e poeta jamaicano-americano, que foi uma figura seminal no Renascimento do Harlem.
Claude McKay, após "ter tido muita fé no agnosticismo", se converteu à Igreja Católica:
"Se aceito os católicos em um país cristão é simplesmente porque acredito de todo coração que a Igreja Católica é a Igreja tradicional e verdadeira".

## Obras

### Colectâneas de poesia
- Songs of Jamaica (1912)
- Constab Ballads (1912)
- Spring in New Hampshire and Other Poems (1920)
- Harlem Shadows (1922)
- The Selected Poems of Claude McKay (1953)
- Complete Poems (2004)

### Ficção
- Home to Harlem (1928)
- Banjo (1929)
- Banana Bottom (1933)
- Gingertown (1932)
- Harlem Glory (1990) - but written 1940
- Amiable with Big Teeth (2017) - embora escrita em 1941[3]

### Não-ficção
- A Long Way from Home (1937)
- My Green Hills of Jamaica (1979)
- Harlem: Negro Metropolis (1940)